# E-Boks Danish Open
El Torneig de Copenhaguen, conegut oficialment com a e-Boks Danish Open, és un torneig de tennis professional que es disputa anualment sobre pista dura al Farum Arena de Copenhaguen, Dinamarca. Pertany als International Tournaments del circuit WTA femení.
La primera edició del torneig es va celebrar l'any 2010 aprofitant que la tennista local Caroline Wozniacki era número 1 del rànquing individual, que a més, ha guanyat les dues primeres edicions disputades. Hi havia planejat un canvi de superfície a terra batuda però es va rebutjar pel seu cost, i finalment es va cancel·lar sent substituït pel torneit de Katowice (Polònia).

## Palmarès

### Individual femení
| Any  | Campiona               | Finalista          | Resultat    |
| ---- | ---------------------- | ------------------ | ----------- |
| 2012 | Angelique Kerber       | Caroline Wozniacki | 6−4, 6−4    |
| 2011 | Caroline Wozniacki (2) | Lucie Šafářová     | 6−1, 6−4    |
| 2010 | Caroline Wozniacki     | Klára Zakopalová   | 6−2, 7−6(5) |

### Doble femení
| Any  | Campiones                        | Finalistes                          | Resultat         |
| ---- | -------------------------------- | ----------------------------------- | ---------------- |
| 2012 | Kimiko Date-Krumm Rika Fujiwara  | Sofia Arvidsson Kaia Kanepi         | 6−2, 4−6, [10−5] |
| 2011 | Johanna Larsson Jasmin Wöhr      | Kristina Mladenovic Katarzyna Piter | 6−3, 6−3         |
| 2010 | Julia Görges Anna-Lena Grönefeld | Vitalia Diatchenko Tatsiana Putxak  | 6−4, 6−4         |